# Anapogonia lyrata
Anapogonia lyrata is een spinnensoort uit de familie Symphytognathidae. De soort komt voor in Java.